# Francisco Bolognesi Cervantes

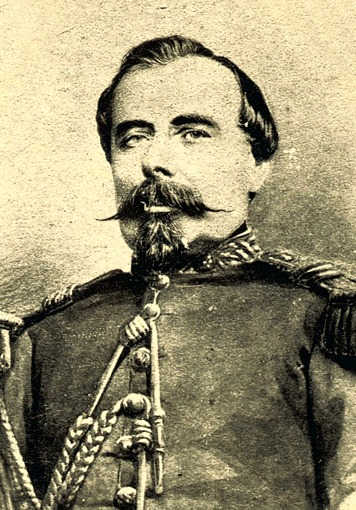
Francisco Bolognesi

Francisco Bolognesi Cervantes (Lima, 4 de novembro de 1816 — Arica, 7 de junho de 1880) foi um militar peruano.
Descendente de italianos, entrou para a carreira militar em 1844 e participou de diversas campanhas militares, chegando a ser comandante das forças armadas do país. 
Em 1880, o Peru (aliado com a Bolívia) travou contra o Chile a chamada Guerra do Pacífico, onde Bolognesi comandava um regimento de 1800 peruanos que foram cercados na cidade portuária de Arica por 5300 soldados chilenos. Diante da oferta de rendição, Bolognesi reagiu com a frase:
- Tenho deveres a cumprir aqui e os cumprirei até o último cartucho.
Em 7 de junho de 1880, os soldados chilenos invadiram Arica e tomaram a cidade. Mais de mil peruanos morreram, inclusive Bolognesi que, por conta disso, entrou para os livros peruanos de história como herói.

## Homenagens
Coronel Bolognesi Fútbol Club - Clube de futebol da primeira divisão do Peru.